# Станіслао Маттеї
Ґаетано Станіслао Маттеї (італ. Gaetano Stanislao Mattei; 12 лютого 1750, Болонья, Папська область — 12 травня 1825, там же) — італійський композитор і монах-францисканець.

## Життєпис
Ґаетано Станіслао Маттеї народився 10 лютого 1750 в Болоньї, в Папській області в родині коваля Джузеппе Маттеї і Терези Борсарі. Початкову музичну освіту здобув у падре Джованні Батіста Мартіні.
Майбутній композитор був улюбленим учнем маестро, а пізніше став його другом і сповідником.
1 жовтня 1765 Станіслао Маттеї став позаштатним кліриком на подвір'ї монастиря Сан-Франческо-делла-Ріккардіна, який належав францисканцям, а 29 квітня 1768 перейшов до монастиря Сан-Франческо в Болоньї, в церкві якого деякий час служив органістом.
29 вересня 1767 набрав Орден Братів Менших. 16 березня 1771 висвячений в субдиякона, а 14 березня 1772 в диякона.
29 грудня того ж року висвячений в сан священика, а 27 серпня 1784 остаточно прийнятий до братії монастиря.
4 червня 1776 Станіслао Маттеї був офіційно затверджений на посаді заступника капельмейстера в капелі монастирської церкви Святого Франциска. Це призначення викликало запеклу суперечку між монастирем і Філармонічною академією в Болоньї, члени якого вимагали виконання папського бреве «Ниспослав молитви» (лат. Demissas preces) від 1749, згідно з яким наступник Джованні Баттіста Мартіні повинен бути схвалений ними і не належати до духовенства.
18 липня 1777 рада монастиря висловила офіційний протест з цього приводу, прийнятий Папою Пієм VI рескриптом від 10 лютого 1778.
Після смерті вчителя в 1784, Станіслао Маттеї став капельмейстером церкви Святого Франциска, а з 1817 і базиліки Святого Петронія. З 3 лютого по 1 квітня 1809 — капельмейстер в базиліці дель Санто в Падуї.
Після окупації Італії армією Наполеона Бонапарта і скасування чернечих орденів, 21 жовтня 1797 монастир Сан-Франческо в Болоньї був закритий.
Станіслао Маттеї оселився з матір'ю в будинку на вулиці Назоделла, де жив у бідності протягом тривалого часу, зберігаючи книги і рукописи з бібліотеки падре Джованні Баттіста Мартіні.
У 1804 прийнятий на місце викладача контрапункту у філармонічний ліцей в Болоньї (нині Консерваторія Джованні Батіста Мартіні), де працював до самої смерті. Серед його учнів були Джоаккіно Россіні, Гаетано Доніцетті, Франческо Морлакі.
Зі скасуванням чернечих орденів Станіслао Маттеї 1 березня 1799 був удостоєний звання академіка і став членом Болонської філармонічної академії.
У 1803, 1808 і 1818 займав пост президента цієї академії.
У 1780 — член Філармонічної академії в Модені. У 1808 обраний одним з восьми членів музичного відділення в реформованій Італійській академії наук, літератури і мистецтва.
24 січня 1824 — член-кореспондент Королівської академії витончених мистецтв Франції.
Станіслао Маттеї помер 12 травня 1825 в Болоньї. Панахида пройшла в церкві Святої Катерини на вулиці Сарагоса. Його поховали на алеї високоповажних громадян на цвинтарі в Чертозе.
У 1926 прах композитора перенесли до церкви Святого Франциска в Болоньї.
У Філармонічній академії відразу після похорону відбувся вечір пам'яті, в якому взяло участь більше ста музикантів.